# کانتری کلاب پلازا
کانتری کلاب پلازا (به انگلیسی: Country Club Plaza) نام یک منطقه در شهر کانزاس سیتی در کشور ایالات متحده آمریکا است.
این منطقه شهری بسبب داشتن مراکز خرید معتبر با نزدیک به یکصد سال قدمت دارای شهرت است.
معماری بناهای این مکان بر اساس معماری شهر سبیا در اسپانیا الگوبرداری شده است.

## نگارخانه

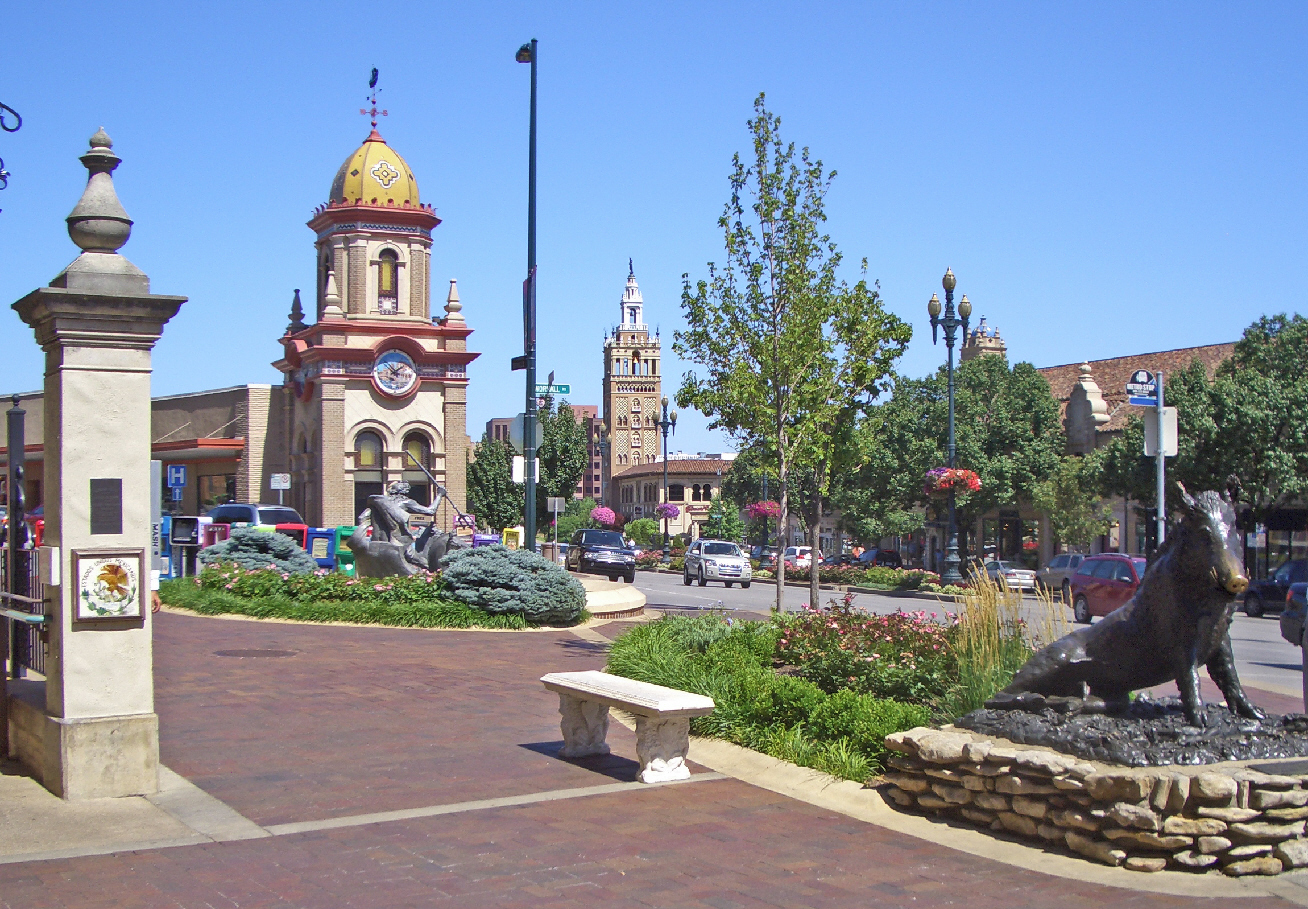
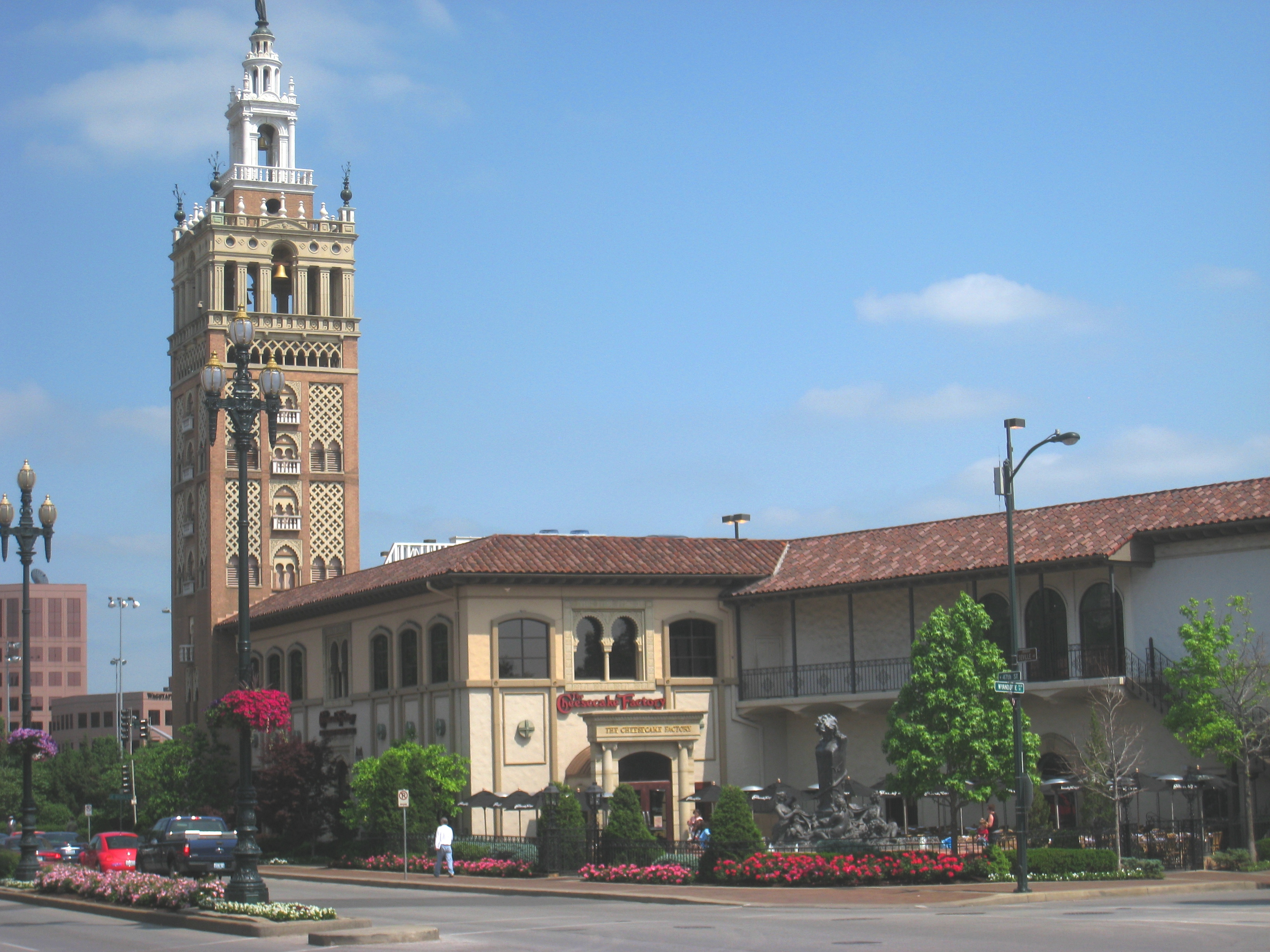
برج الخیرالده
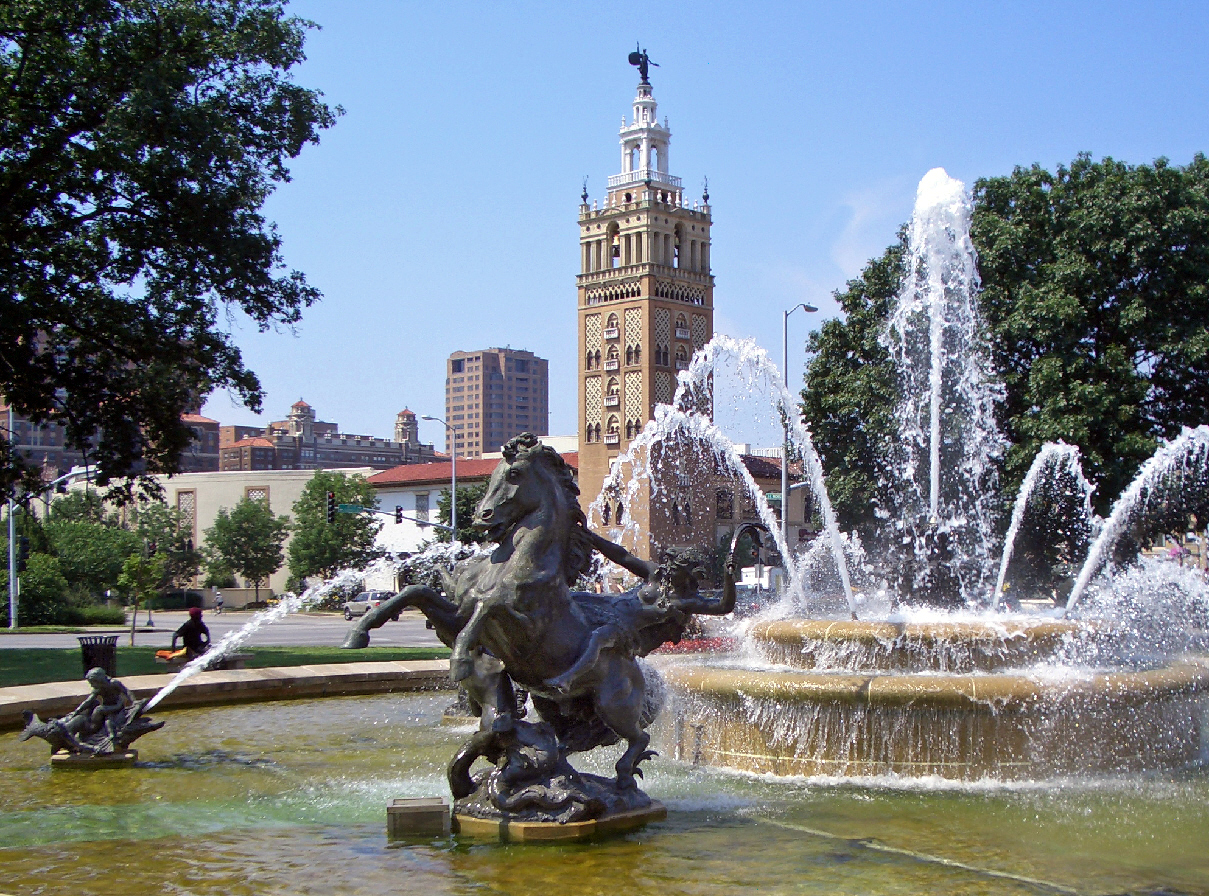
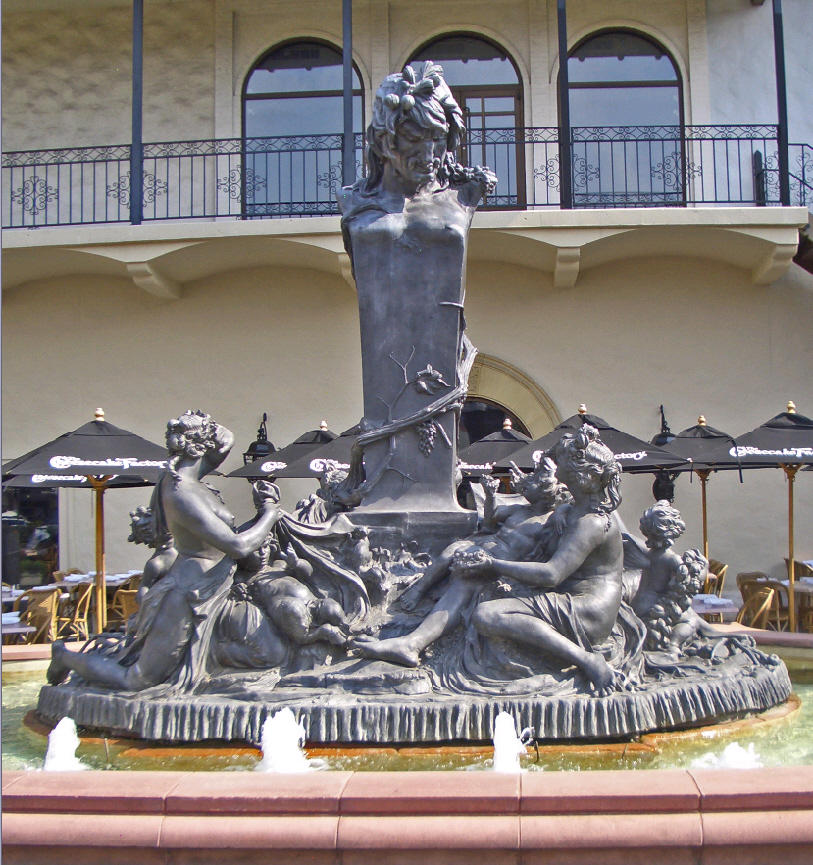
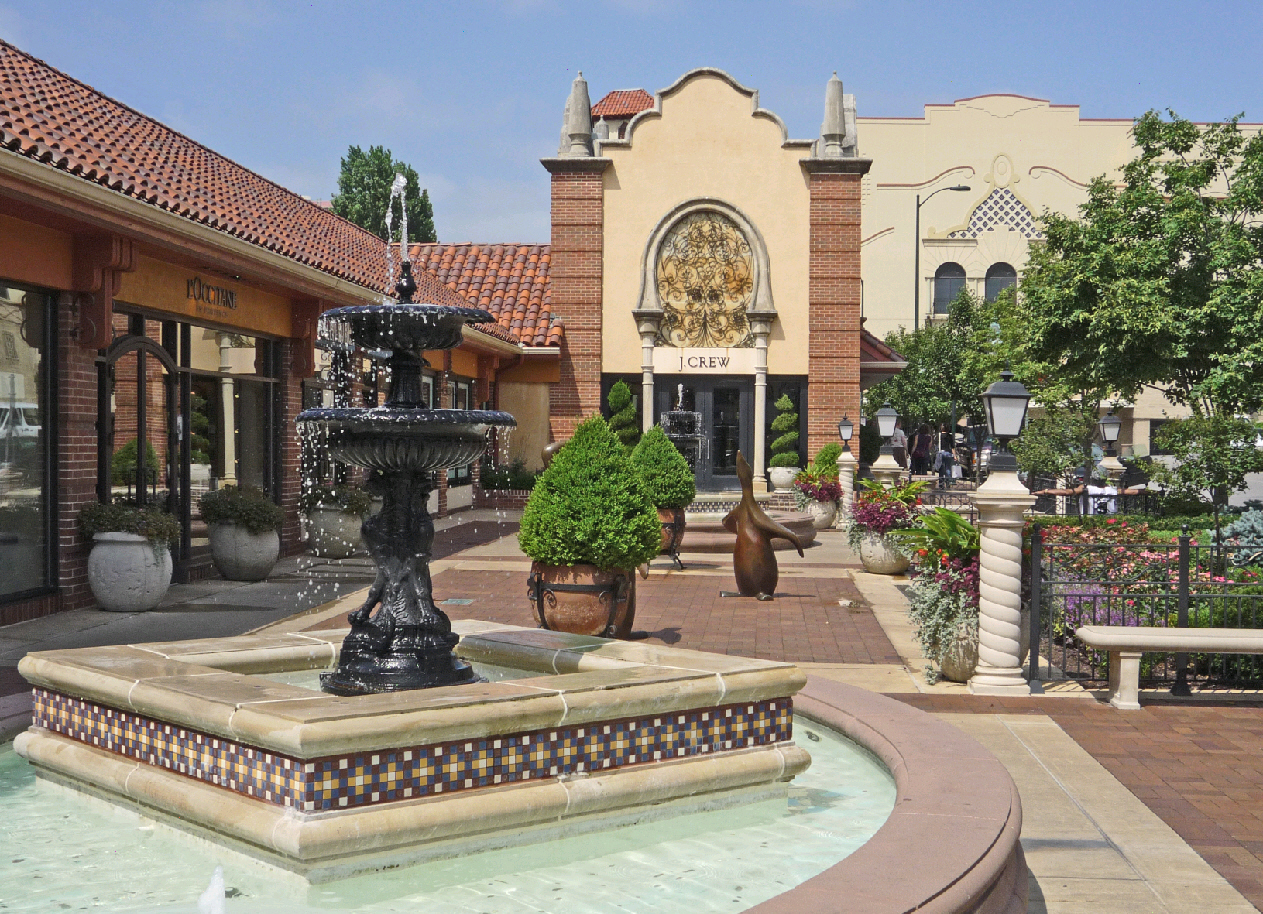
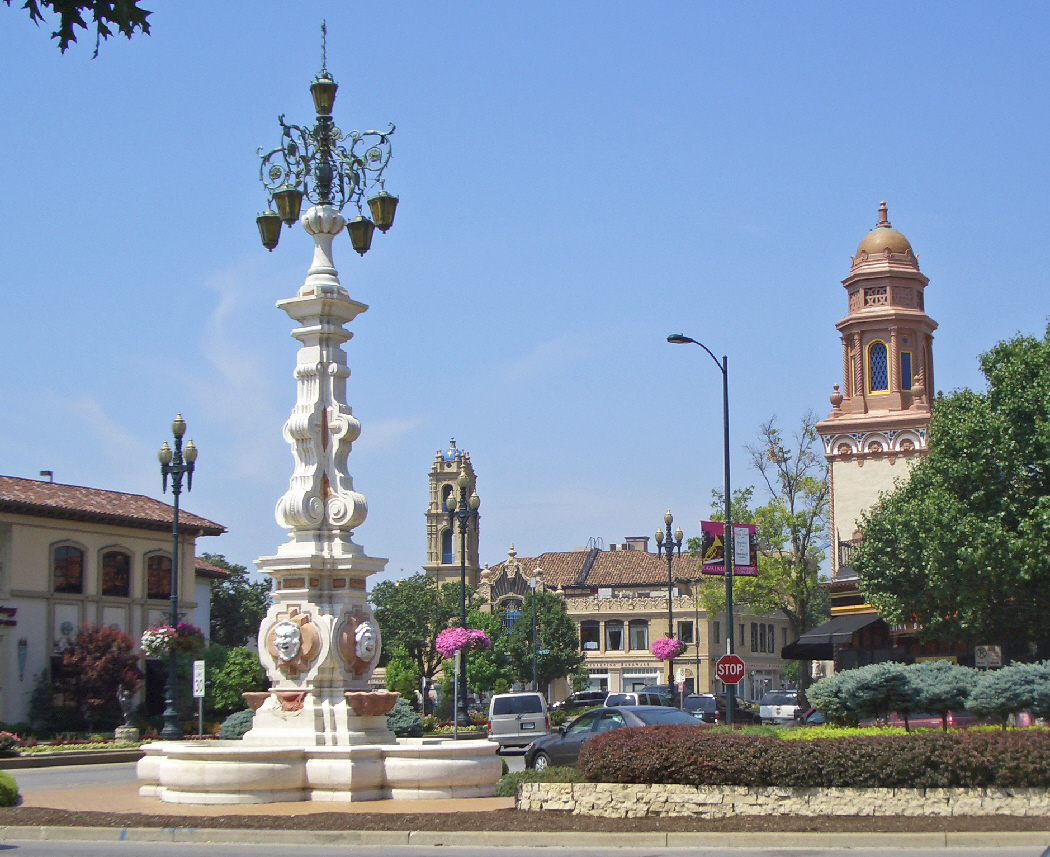
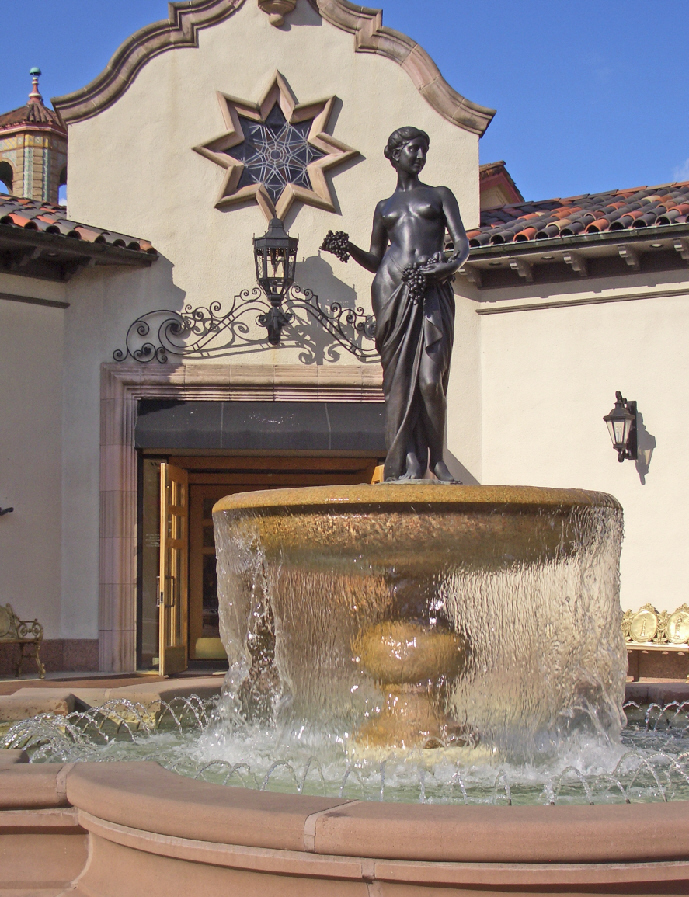
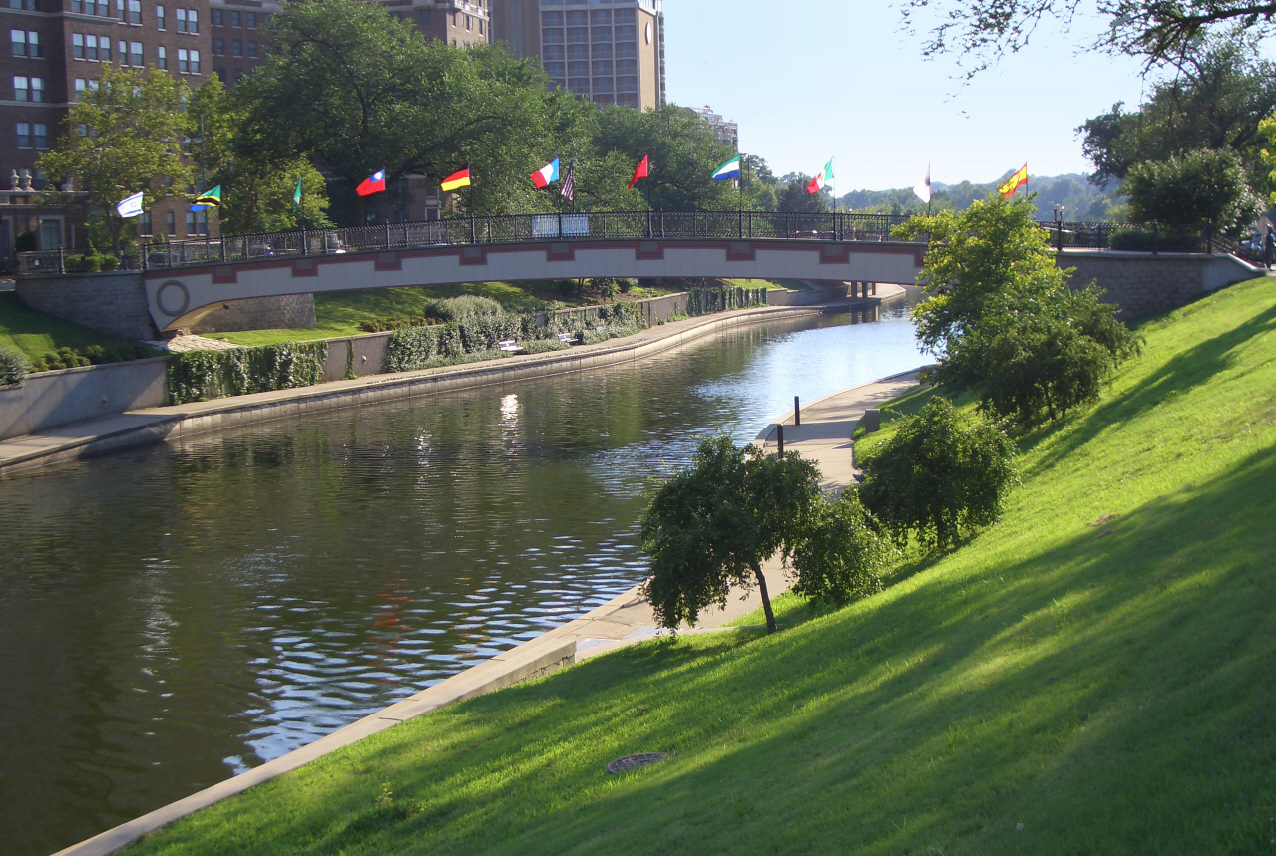
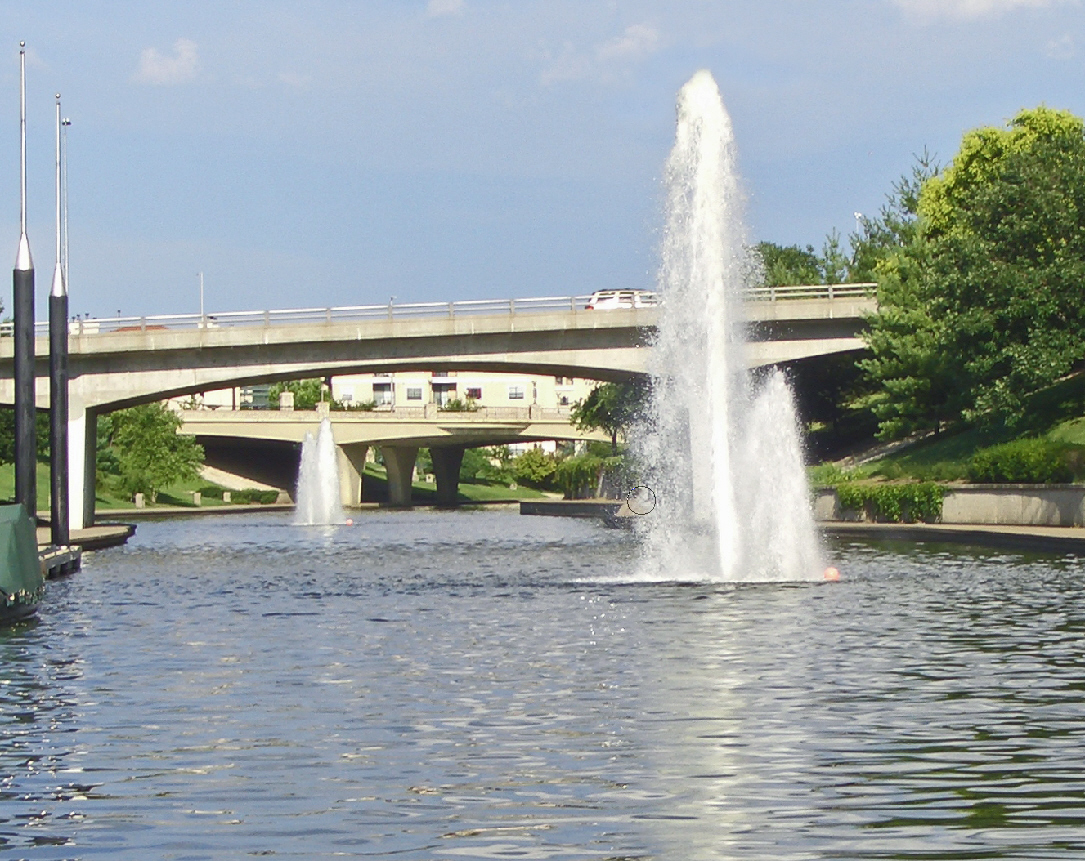
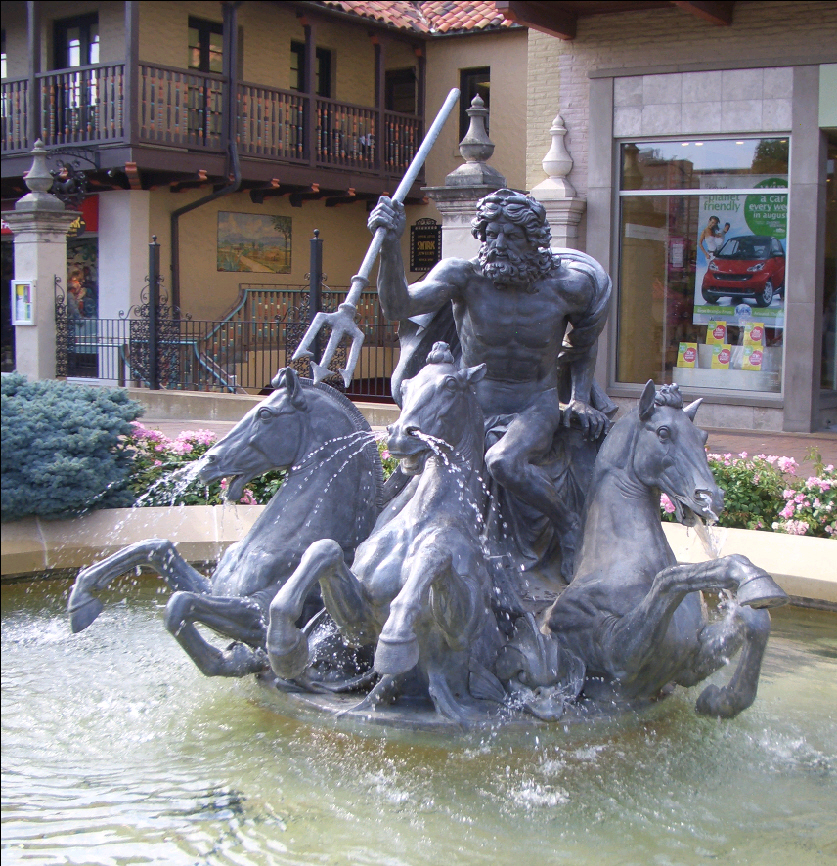
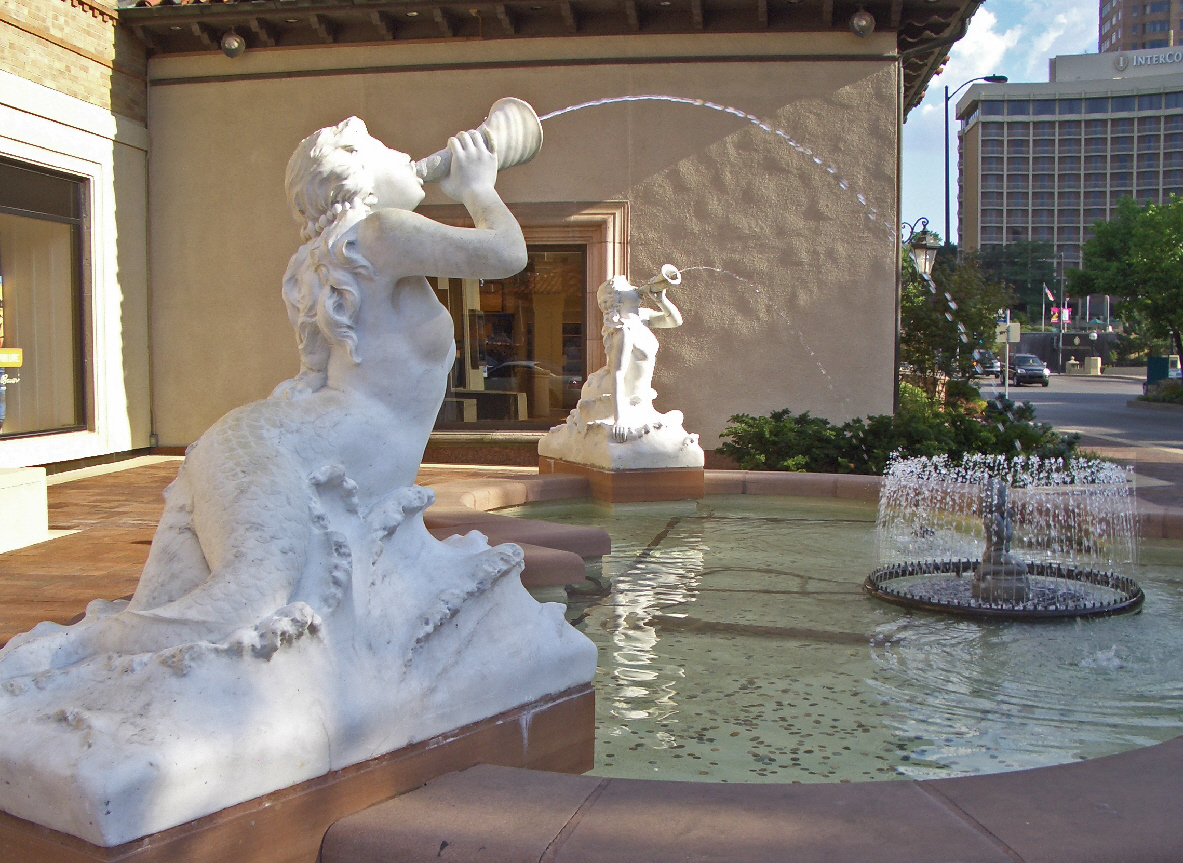
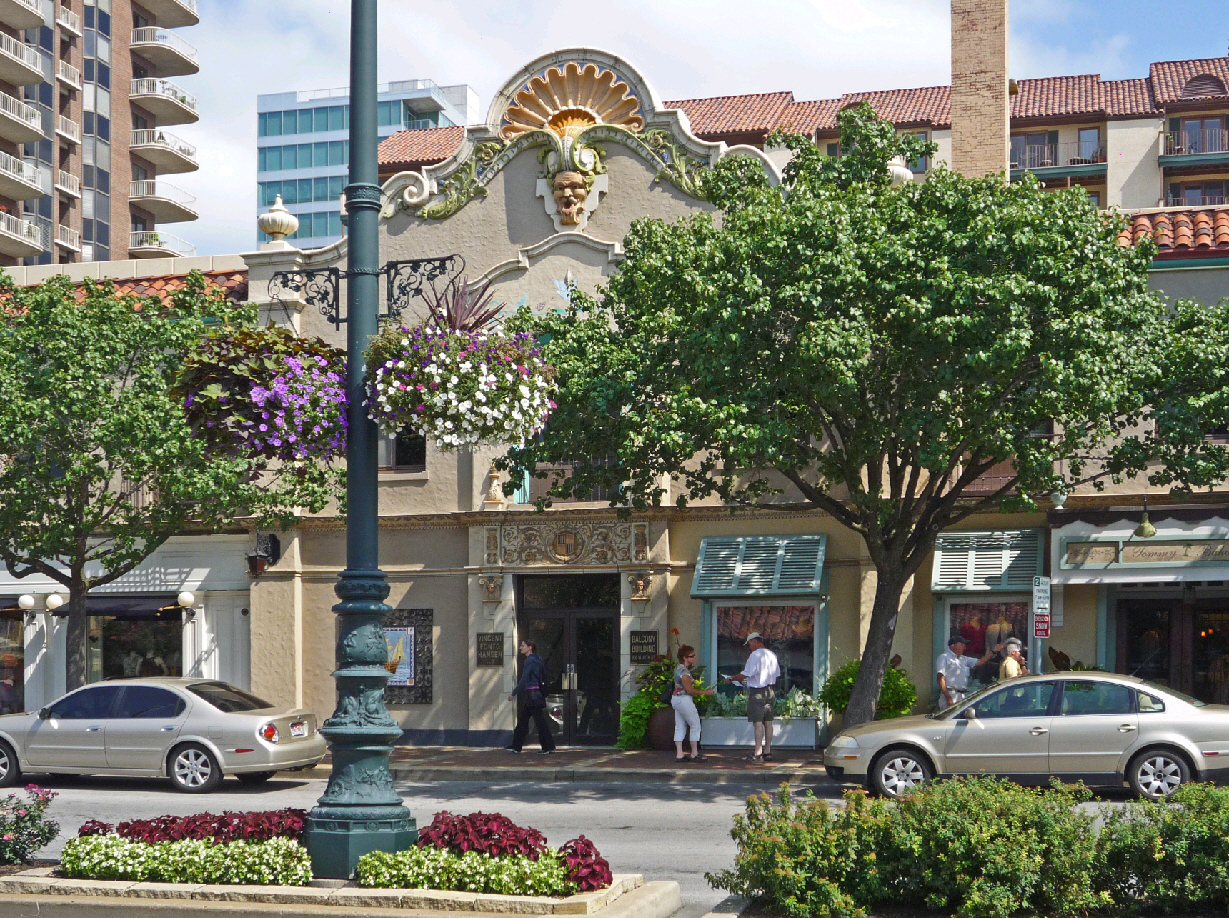
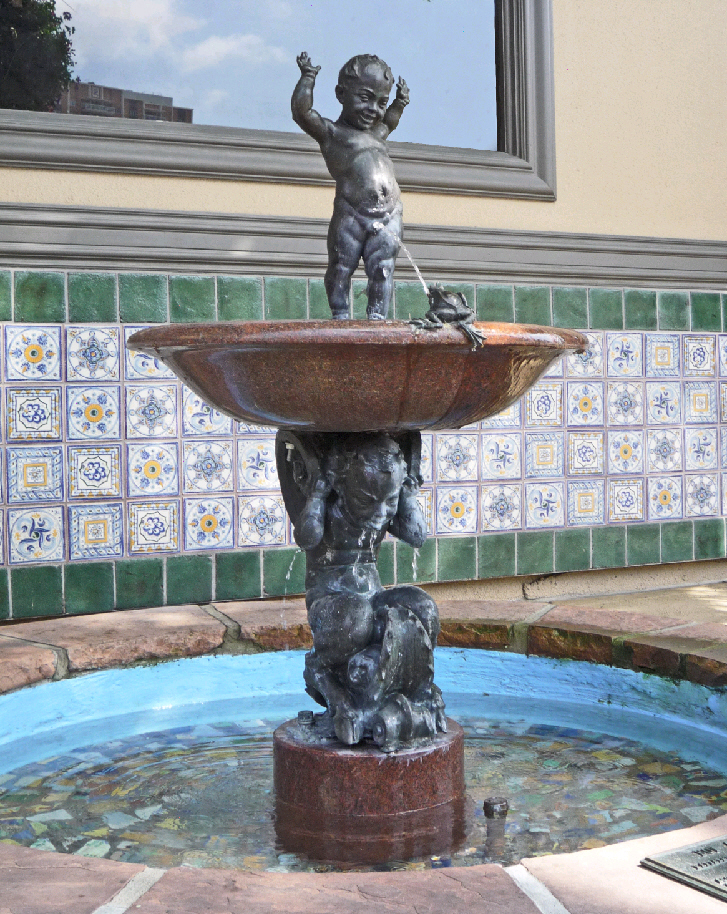
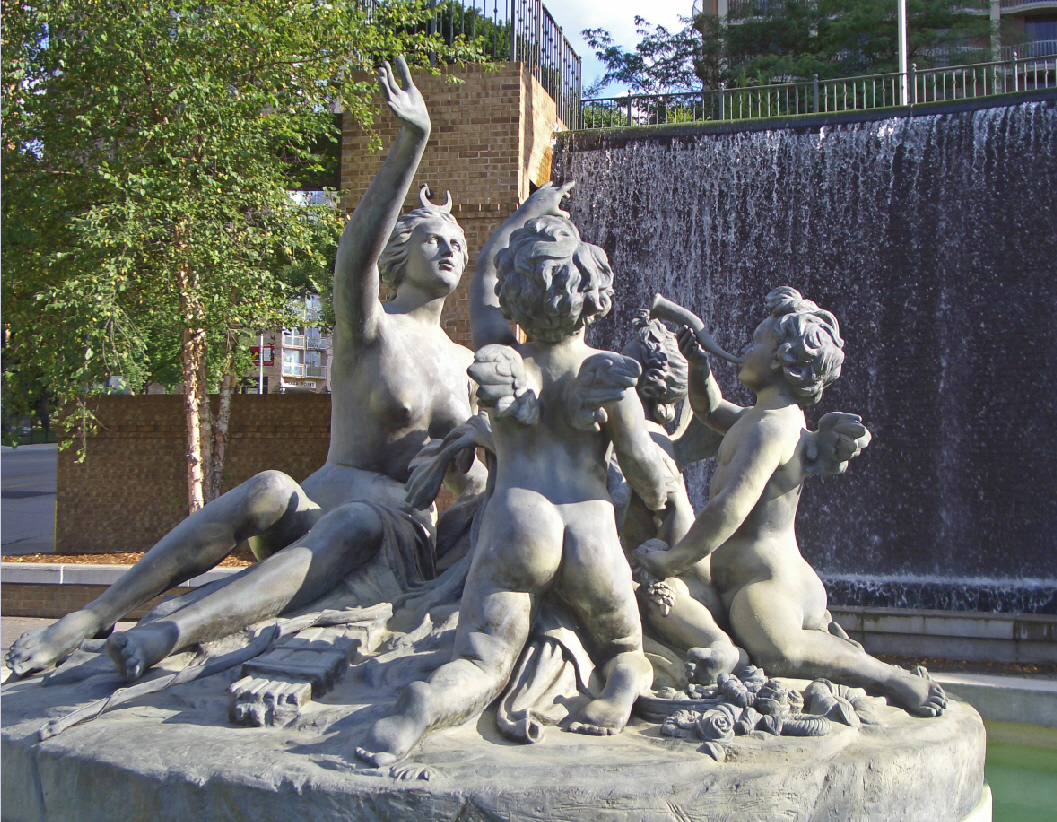
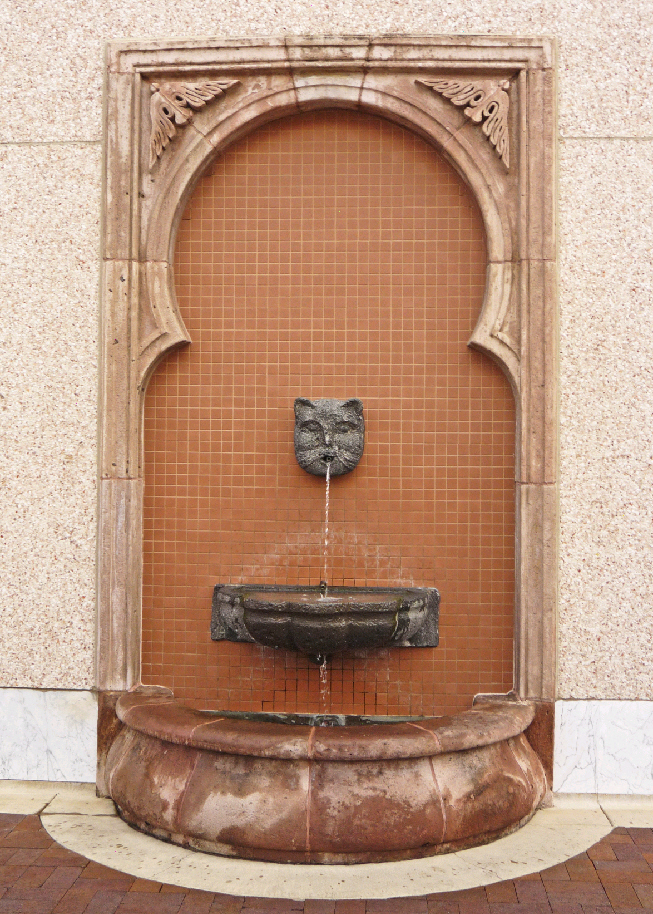